# 钩突隙蛛
钩突隙蛛（学名：Coelotes rostratus）为暗蛛科隙蛛属的动物。在中国大陆，分布于辽宁等地。该物种的模式产地在辽宁恒仁、清原。